# Bruxelles-Ingooigem 1969
La Bruxelles-Ingooigem 1969, ventiduesima edizione della corsa, si svolse l'11 giugno su un percorso con arrivo a Ingooigem. Fu vinta dal belga Roger De Vlaeminck della squadra Flandria-De Clercq-Kruger davanti ai connazionali Victor Van Schil e Etienne Sonck.

## Ordine d'arrivo (Top 10)
| Pos. | Corridore          | Squadra                    | Tempo |
| ---- | ------------------ | -------------------------- | ----- |
| 1    | Roger De Vlaeminck | Flandria-De Clercq-Kruger  |       |
| 2    | Victor Van Schil   | Faema-Faemino              |       |
| 3    | Etienne Sonck      | Goldor-Hertekamp-Herta     |       |
| 4    | Jos Huysmans       | Mann-Grundig               |       |
| 5    | Edouard Weckx      | Goldor-Hertekamp-Herta     |       |
| 6    | Jan Van Nueten     | Willem II-Gazelle          |       |
| 7    | Paul Mahieu        | Flandria-De Clerck-Krueger |       |
| 8    | Raymond Steegmans  | Goldor-Hertekamp-Gerka     |       |
| 9    | Frans Verbeeck     | Geens-Diamant              |       |
| 10   | Roger Rosiers      | Mann-Grundig               |       |